# Chytonix sensilis
Chytonix sensilis là một loài bướm đêm trong họ Noctuidae.